# Kaiserhymne
Il Kaiserhymne (in italiano: Inno imperiale; AFI: /ˈkaɪ̯zɐˌhʏmnə/) è una melodia composta da Joseph Haydn nel 1797 in onore di Francesco II e usata come inno della Casa d'Asburgo e degli imperi austriaco e austro-ungarico dal 1804 al 1918. Nel corso della storia è stato anche chiamato Inno popolare austriaco (in tedesco: Österreichische Volkshymne; AFI: /ˈøːstəʁaɪçɪʃə ˈfɔlkshʏmnə/), Gott erhalte Franz den Kaiser dal primo verso in tedesco, e popolarmente Serbidiòla per storpiatura del primo verso della versione italiana; con quest'ultimo titolo è conosciuto in Venezia Giulia.
Il testo dell'inno, originariamente scritto da Lorenz Haschka, venne più volte cambiato a causa del susseguirsi di monarchi sul trono imperiale e venne tradotto in gran parte delle lingue parlate nell'Impero asburgico.
Il Kaiserhymne fu l'inno della Casa d'Asburgo nonché l'inno nazionale austriaco sino alla caduta della monarchia, nel 1918, e, con testo in italiano, fu inno del Regno Lombardo-Veneto dalla sua costituzione nel 1815 sino alle annessioni della Lombardia e del Veneto al Regno d'Italia, avvenute rispettivamente nel 1859 e nel 1866; in forma strumentale, fu anche inno del Granducato di Toscana prima di essere sostituito da La Leopolda. Il Kaiserhymne in italiano ebbe la prima al Teatro alla Scala di Milano nel 1838, alla presenza di Ferdinando I d'Austria e Maria Anna di Savoia.
La melodia di Haydn, con il testo Das Lied der Deutschen, divenne l'inno della Germania dopo che fu rigettato l'inno nazionale prussiano, sia durante la Repubblica di Weimar, tra il 1922 e il 1933, sia (cantando solo la prima strofa Deutschland, Deutschland über Alles) durante la dittatura nazionalsocialista, tra il 1933 e il 1945. Questo fu dunque l'inno anche dell'Austria tra il 1938 e il 1945, Das Lied der Deutschen fu ancora l'inno della Repubblica Federale di Germania, dal 1952 al 1989, mentre la sola terza strofa Einigkeit und Recht und Freiheit (Unità, giustizia e libertà) è dal 1990 l'inno della Germania unificata.
Nel secondo dopoguerra il governo austriaco, per prendere le distanze dalle vicende connesse al nazismo che avevano ormai compromesso la melodia di Haydn, adottò l'attuale inno, Land der Berge, Land am Strome, la cui melodia è attribuita a Mozart.

## Storia
L'inno venne composto da Joseph Haydn alla fine del XVIII secolo, in un momento in cui l'Austria era seriamente minacciata dalla Francia rivoluzionaria. Haydn infatti, dopo un viaggio in Inghilterra, aveva notato la grande popolarità che aveva tra gli inglesi God Save the King e desiderava che l'Austria avesse un inno tale da ispirare patriottismo tra i sudditi dell'Impero. Saputo ciò da Freiherr Van Swieten, Franz von Sarau commissionò un testo per un Volksgesang al poeta Lorenz Haschka e chiese poi a Haydn di metterlo in musica. Questo canto doveva, secondo le intenzioni del Conte Sarau, dimostrarsi un'alternativa alla Marsigliese, inno della Francia repubblicana; un'operazione del genere l'aveva già fatta la Prussia nel 1793, adottando come canto di rappresentanza Heil dir im Siegenkranz.
La prima esecuzione dell'inno avvenne il 12 febbraio del 1797 al Burgtheater di Vienna, in occasione del genetliaco dell'imperatore Francesco II. Successivamente Haydn elaborò la melodia del Kaiserhymne nel secondo movimento del quartetto d'archi Op.76 no.3, conosciuto come Kaiserquartett. La composizione divenne subito molto popolare, diventando de facto il primo inno dell'Austria.
Dal momento che nel testo di Hoschka si faceva esplicito riferimento al monarca, le parole dell'inno vennero cambiate più volte: alla morte di Francesco, nel 1835, il testo venne cambiato in onore del nuovo imperatore Ferdinando (Segen Öst'reichs hohem Sohne / Unserm Kaiser Ferdinand!; Benedici l'alto figlio d'Austria/ Il nostro Kaiser Ferdinando!), invece nel 1848, all'abdicazione di Ferdinando, si cambiò il testo per Francesco Giuseppe (Gott erhalte, Gott beschütze / Unsern Kaiser, unser Land!; Dio preservi, Dio protegga/ Il nostro Imperatore, la nostra patria!). Vi erano, inoltre, molte versioni del testo nelle lingue parlate nell'Impero. Nel Regno Lombardo-Veneto era anche conosciuto come La serbidiola e divenne velocemente molto popolare.
L'Austria, nel 1918, finita la monarchia, abbandonò il testo del Kaiserhymne (ormai obsoleto) mantenendo per breve tempo la sola melodia, che fu presto sostituita con il nuovo inno voluto dal cancelliere Renner, le cui parole scrisse lui stesso su una melodia commissionata a Wilhelm Kienzl (Deutschösterreich, du herrliches land); tuttavia nel 1929 venne reintrodotta la melodia di Haydn, sulla quale fu adattato il nuovo testo Sei gesegnet ohne Ende, che fu in uso fino all'annessione alla Germania, avvenuta nel 1938.

## Testo
Il testo dell'Inno Imperiale venne scritto dal poeta Lorenz Leopold Haschka.

### Versione originale (1797)
Unsern guten Kaiser Franz!

Lange lebe Franz, der Kaiser,

In des Glückes hellstem Glanz!

Ihm erblühen Lorbeerreiser,

Wo er geht, zum Ehrenkranz!

Gott erhalte Franz, den Kaiser,

Unsern guten Kaiser Franz!
Laß von seiner Fahne Spitzen

Strahlen Sieg und Fruchtbarkeit!

Laß in seinem Rate Sitzen

Weisheit, Klugheit, Redlichkeit;

Und mit Seiner Hoheit Blitzen

Schalten nur Gerechtigkeit!

Gott erhalte Franz, den Kaiser,

Unsern guten Kaiser Franz!
Ströme deiner Gaben Fülle

Über ihn, sein Haus und Reich!

Brich der Bosheit Macht, enthülle

Jeden Schelm- und Bubenstreich!

Dein Gesetz sei stets sein Wille,

Dieser uns Gesetzen gleich.

Gott erhalte Franz, den Kaiser,

Unsern guten Kaiser Franz!
Froh erleb' er seiner Lande,

Seiner Völker höchsten Flor!

Seh' sie, Eins durch Bruderbande,

Ragen allen andern vor!

Und vernehm' noch an dem Rande

Später Gruft der Enkel Chor.

Gott erhalte Franz, den Kaiser,

Unsern guten Kaiser Franz!»
il nostro buon Imperator Francesco!

Viva a lungo l'Imperator Francesco,

Nel lustro più brillante di felicità!

Fioriscano per lui i fiori d'alloro

Ovunque lui vada, come una ghirlanda d'onore!

Iddio salvi l'Imperator Francesco,

il nostro buon Imperator Francesco!
Possa dalle punte della sua bandiera

Irradiar vittoria e fruttuosità!

Possan seder nei suoi concili

Saggezza, Prudenza, Onestà,

e con un fulmine di Sua Altezza

possa accender solo la giustizia!

Iddio salvi l'Imperatore Francesco,

il nostro buon Imperatore Francesco!
Scorra la ricchezza dei tuoi talenti

sopra di lui, la sua Casa e l'Impero!

Rompa la forza della malvagità,

scopra ciascun mascalzone ed imbroglione!

La Tua Legge sia sempre il suo volere,

E il suo volere, in egual modo, sia legge per noi.

Iddio salvi l'Imperatore Francesco,

Il nostro buon Imperatore Francesco!
Che egli ammiri felice del suo paese, 

dei suo popoli il più alto fiorir!

Li veda, sol cosa grazie alla fratellanza,

spiccar prima di tutti gli altri!

Ed ascolti sul bordo

della tomba il cor dei nipoti.

Iddio salvi l'Imperatore Francesco,

Il nostro buon Imperatore Francesco»

### Testo per l'Impero austro-ungarico

#### Testo in lingua tedesca

##### Sotto Francesco Giuseppe e Carlo I
Unsern Kaiser, unser Land!

Mächtig durch des Glaubens Stütze,

Führ' er uns mit weiser Hand!

Laßt uns seiner Väter Krone

Schirmen wider jeden Feind!

Innig bleibt mit Habsburgs Throne

Österreichs Geschick vereint!
Fromm und bieder, wahr und offen

Laßt für Recht und Pflicht uns stehn;

Laßt, wenn's gilt, mit frohem Hoffen

Mutvoll in den Kampf uns gehn

Eingedenk der Lorbeerreiser

die das Heer so oft sich wand

Gut und Blut für unsern Kaiser,

Gut und Blut fürs Vaterland!
Was der Bürger Fleiß geschaffen

Schütze treu des Kaisers Kraft;

Mit des Geistes heitren Waffen

Siege Kunst und Wissenschaft!

Segen sei dem Land beschieden

Und sein Ruhm dem Segen gleich;

Gottes Sonne strahl in Frieden

Auf ein glücklich Österreich!
Laßt uns fest zusammenhalten,

in der Eintracht liegt die Macht;

Mit vereinter Kräfte Walten

Wird das Schwere leicht vollbracht,

Laßt uns Eins durch Brüderbande

gleichem Ziel entgegengehn

Heil dem Kaiser, Heil dem Lande,

Österreich wird ewig stehn!
An des Kaisers Seite waltet,

Ihm verwandt durch Stamm und Sinn,

Reich an Reiz, der nie veraltet,

Uns´re holde Kaiserin.

Was als Glück zu höchst gepriesen

Ström auf sie der Himmel aus:

2 volte Heil ... (nome dell'Imperatore), Heil Elisen,
Segen Habsburgs ganzem Haus!
Heil auch Öst´reichs Kaisersohne,
Froher Zukunft Unterpfand,

Seiner Eltern Freud und Wonne,

Rudolf tönt´s im ganzen Land,

Unsern Kronprinz Gott behüte,

Segne und beglücke ihn,

2 volteVon der ersten Jugendblüthe
Bis in fernste Zeiten hin.»
il nostro Imperatore, la nostra terra! 

Forte grazie all'aiuto della Fede, 

Ci guidi con mano sapiente! 

Che la corona dei suoi padri 

Ci difenda da ogni nemico! 

Intimamente rimane unito col trono d'Asburgo 

il destino d'Austria!»

#### Testo in altre lingue

##### Italiano (ufficiale per il Tirolo di lingua italiana, per il Regno Lombardo-Veneto e per Trieste e Gorizia)
Guardi il nostro Imperator;

Nella fe' che  Gli è sostegno,

Regga noi con saggio amor!

Difendiamo il serto avito,

Che Gli adorna il regio crin;
2 volte - Sempre d'Austria il soglio unito,
Sia d'Asburgo col destin!
Pia difesa e forte insieme

Siamo al dritto ed al dover;

E corriam con lieta speme

La battaglia a sostener!

Rammentando le ferite

Che di lauri ci coprir;
2 volte - Noi daremo beni e vite
Alla patria, al nostro Sir.
Dell'industria a' bei tesori

Sia tutela il buon guerrier;

Incruenti e miti allori

Abbian l'arti ed il saper!

Benedica il Cielo e renda

Glorioso il patrio suol,
2 volte - E pacifico risplenda
Sovra l'Austria ognora il sol!
Siam concordi, in forze unite

Del potere il nerbo sta;

Alte imprese fian compite,

Se concordia in noi sarà.

Siam fratelli, e un sol pensiero

Ne congiunga e un solo cor;
2 volte - Duri eterno questo Impero,
Salvi Iddio l'Imperator!
Presso a Lui, sposa beata

Del Suo cor l'Eletta sta;

Di quei vezzi inghirlandata,

Che non temono l'età.

Sulla Mite in trono assisa

Versi il Cielo ogni suo don;
2 volte - Salve Augusto, salve Elisa,
E d'Asburgo la Magion!»

##### Friulano
La traduzione del testo del Kaiserhymne in lingua friulana (detta Cjant popolar) apparve nel 1855 in un "Lunari par l'an bisest 1856, cun poesiis, raconz, riflessions [...]" del goriziano Giovanni Luigi Filli, il quale (non utilizzando una forma pura della lingua e della grafia) tradusse e adattò la versione italiana.
Uardi il nestri Imperatòr!

Nela fede – a Lui sostegno –

Nus guviarni cun amòr.

Difindìn chel diadema

Che la front circonda al GRAND

Ciarz, che l’Austria no trema

Sin che Absburgo le al comand.

2. Cun pietàt a fuarza unida

Sostignìn lis lez del Stat;

Sei speranza nostra guida

Quand che il nostri braz combàt.

Sì! – pensand ala vitoria

Che nus spieta – vulintir

Bens e vita par la gloria

Ualìn dà del nostri Sir!

3. Del’industria al’opulenza

Sein tutela i boins soldàz

E i mistirs, lis arz, la scienza

Sein d’aloro coronàz.

Benedis, o Cil! la tiara

Che noaltris abitìn,

E, o soreli! tu risclara

Simpri d’Austria il faust destin.

4. La concordia nus unissi

Che la fuarza ja in ta man

Grandis chiossis van compissi

Se d’acordo dug saràn.

Fradis siin e atòr a un perno

Zirin ment e nostri amòr;

Duri chist biel Regno eterno:

Salvi Dio l’Imperatòr!»

##### Ucraino (Narodnyj himn)
Cjisariu, Jeho krajam! 

Kripkyj wiroju prawytel, 

Mudro naj prowodyť nam! 

Pradjidnu Jeho koronu 

Boronjim wid woroha, 

Tisno iz Habsburgiw tronom 

Splelaś Awstryji suďba!»

##### Volapük (Netahüm Löstänik)[13]
Limepi e kinänis! 

Me yuf klöda odukomös 

Nam lesapikün obis! 

Kloni lefata oma ta 

Neflens alik jülobsöd! 

Lefümik lä tlon Habsburga 

Löstakin oblibomöd!»